# 蘭道夫縣 (密蘇里州)
蘭道夫縣（英語：Randolph County）是美國密蘇里州中北部的一個縣。面積1,263平方公里。根據美國2000年人口普查，共有人口24,663人。縣治亨茨維爾（Huntsville）。
成立於1829年1月22日。縣名紀念曾代表維吉尼亞州任眾議員、參議員約翰·蘭道夫 （John Randolph）。